# Michigan International Speedway
De Michigan International Speedway is een racecircuit, gelegen in de plaats Brooklyn in de Amerikaanse staat Michigan. Het is een ovaal circuit dat in 1968 in gebruik werd genomen. Het circuit heeft een lengte van 2 mijl (3,2 kilometer). Er worden onder meer races gehouden die op de kalender staan van de verschillende NASCAR kampioenschappen. Van 1968 tot 2001 werd er geracet voor het USAC Championship Car kampioenschap en zijn opvolger, het Champ Car kampioenschap. Van 2002 tot 2007 stond het circuit op de Indy Racing League-kalender. Het officiële snelheidsrecord op het circuit staat op naam van de Canadese coureur Paul Tracy. Hij zette in 2000 een kwalificatie neer van 378,1 km/h. Na de split in de Amerikaanse autosport in 1996 werd op dit circuit op 26 mei 1996 de US 500 gereden voor het Champ Car kampioenschap, op dezelfde dag als de Indianapolis 500 gereden werd die vanaf dat jaar op de kalender kwam te staan van het concurrerende Indy Racing League kampioenschap.
Tijdens de Champ Car race van 1998 kwamen drie toeschouwers om het leven toen de raceauto van Adrián Fernández crashte en een wiel over de omheining gekatapulteerd werd in het publiek.

## Winnaars op het circuit
Winnaars op het circuit voor een race uit de Champ Car kalender.
| Jaar       | Rijder             |
| ---------- | ------------------ |
| 1979       | Gordon Johncock    |
| 1979 (2)   | Bobby Unser        |
| 1979 (3)   | Bobby Unser        |
| 1980       | Johnny Rutherford  |
| 1980 (2)   | Mario Andretti     |
| 1981       | Pancho Carter      |
| 1981 (2)   | Rick Mears         |
| 1982       | Gordon Johncock    |
| 1982 (2)   | Bobby Rahal        |
| 1983       | John Paul Jr.      |
| 1983 (2)   | Rick Mears         |
| 1984       | Mario Andretti     |
| 1984 (2)   | Mario Andretti     |
| 1985       | Emerson Fittipaldi |
| 1985 (2)   | Bobby Rahal        |
| 1986       | Johnny Rutherford  |
| 1986 (2)   | Bobby Rahal        |
| 1987       | Michael Andretti   |
| 1988       | Danny Sullivan     |
| 1989       | Michael Andretti   |
| 1990       | Al Unser Jr.       |
| 1991       | Rick Mears         |
| 1992       | Scott Goodyear     |
| 1993       | Nigel Mansell      |
| 1994       | Scott Goodyear     |
| 1995       | Scott Pruett       |
| 1996 US500 | Jimmy Vasser       |
| 1996       | André Ribeiro      |
| 1997       | Alex Zanardi       |
| 1998       | Greg Moore         |
| 1999       | Tony Kanaan        |
| 2000       | Juan Pablo Montoya |
| 2001       | Patrick Carpentier |

Winnaars op het circuit voor een race uit de Indy Racing League kalender.
| Jaar | Rijder            |
| ---- | ----------------- |
| 2002 | Tomas Scheckter   |
| 2003 | Alex Barron       |
| 2004 | Buddy Rice        |
| 2005 | Bryan Herta       |
| 2006 | Hélio Castroneves |
| 2007 | Tony Kanaan       |